# Соти
Соти́ (фр. sotie; sottie; дурачество, шалость) — литературный и театральный жанры, популярные во французской культуре XV—XVI веков; род сатирической и аллегорической комедии, пародия на церковную обрядность, чиновников и т. п.; разыгрывалась братствами «дураков» («sots»), отсюда название. Соти были специальностью кружков, размножившихся в это время во Франции и посвящавших себя то процессиям, то маскарадам, то исполнению театральных пьес. Наиболее известный автор соти — Пьер Гренгуар (1475—1539).
Музыкальные братства, именовавшиеся «Les confréries de la Passion» (существовали в Европе с 1398 года) исполняли мистерии, парламентские клерки корпорации «базош» — играли моралите, другие труппы — фр. Enfants-sans-Souci, «Mère folle», «Sots» — разыгрывали соти. Артисты одевавались в жёлто-зелёные костюмы и колпаки с ослиными ушами и бубенчиками. Глав братств дураков именовали «prince des sots» (принц дураков) или «mère sotte» (мамаша-дура).
Из авторов соти самым выдающимся был Пьер Гренгуар (выведенный в «Соборе Парижской Богоматери» Гюго), бывший «mère sotte» и написавший ряд соти, направленных против папы Юлия II; таким же протестом против притязаний папства были «Le vieux monde» и «Le nouveau monde» Жана Буше, поэта XVI века. Короли покровительствовали этим представлениям, защищая их от духовенства, дворянства и особенно приказных, которые были излюбленным объектом насмешек соти. Карл VII лишил товарищества соти их привилегий, Людовик XII восстановил их права; драматическая цензура Франциска I убила эту литературную форму, столь популярную в Средние века.